# Kölner Stadt-Anzeiger

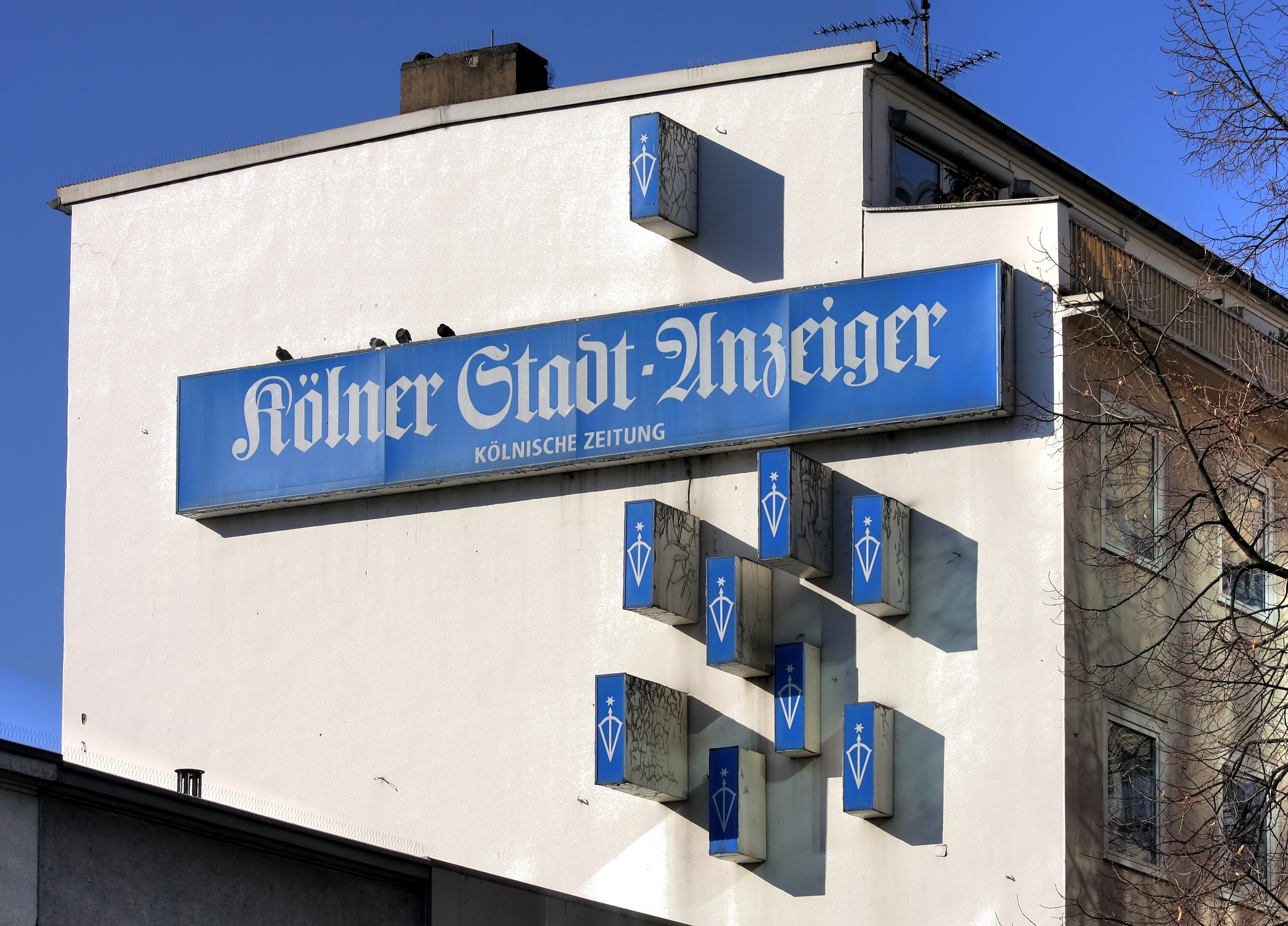
Reklam för tidningen på husvägg i Köln.

Kölner Stadt-Anzeiger (förkortas KStA) är den största tyska regionala dagstidningen i Kölns storstadsområde, grundad 1876. Tidningen har sexdagarsutgivning, måndag–lördag, och hade tillsammans med Kölnische Rundschau en daglig tryckt upplaga på 272 995 exemplar 2:a kvartalet 2016, en minskning med 35 procent sedan 1999.
Kölner Stadt-Anzeiger trycks i Berlinerformat, 315 gånger 470 mm. Den utkommer även i lokalutgåvor för Bonn, Euskirchen, Leverkusen (Leverkusener Anzeiger), Rhein-Erft-Kreis, Oberbergischer Kreis (Oberbergischer Anzeiger), Rheinisch-Bergischer Kreis och Rhein-Sieg-Kreis (Rhein-Sieg-Anzeiger).
Tidningen ägs av DuMont Mediengruppe. Chefredaktör sedan 2009 är Peter Pauls, som då efterträdde Franz Sommerfeld.